# استفان میلوتین

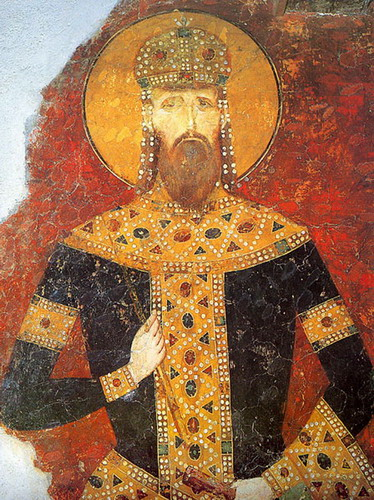
استفان میلوتین

استفان اورُش دوم میلوتین (به صربی: Стефан Урош II Милутин) یا استفان میلوتین (به صربی: Стефан Милутин) (زادهٔ پیرامون ۱۲۵۳- مرگ ۲۹ اکتبر ۱۳۲۱ میلادی) پادشاه صربستان از ۱۲۸۲ میلادی تا سال مرگش بود. استفان میلوتین از دودمان نمانییچ و یکی از نیرومندترین فرمانروایان صربستان در سده‌های میانه بود. او از سوی کلیسای ارتدکس صربی تقدیس شده و روز ۳۰ اکتبر در تقویم قدیسین بدو اختصاص دارد.